# Cœur de verre (album)
Pour les articles homonymes, voir Cœur de verre.
Albums de Hélène Ségara
Au nom d'une femme
(2000)
Singles
1. Je vous aime adieu
Sortie : 22 avril 1996
2. Une voix dans la nuit (On the radio)
Sortie : 1996
3. Vivo per lei (Je vis pour elle)
Sortie : 1 décembre 1997
4. Loin du froid de décembre
Sortie : 2 mars 1998
5. Les vallées d'Irlande
Sortie : 30 novembre 1998

Cœur de verre est le premier album d'Hélène Ségara, sorti en novembre 1996 sur le label East West. Il s'est vendu à plus de 300 000 exemplaires et a été certifié disque de platine en France.

## Titres
| No  | Titre                                                             | Paroles                       | Musique                                 | Durée |
| --- | ----------------------------------------------------------------- | ----------------------------- | --------------------------------------- | ----- |
| 1.  | Vivre (extrait de la comédie musicale Notre-Dame de Paris)        | Luc Plamondon                 | Richard Cocciante                       | 3:59  |
| 2.  | Les vallées d'Irlande                                             | Nathan Godsend, Alain Nacash  | Marc Nacash, Nick Hardt                 | 3:37  |
| 3.  | Vivo per lei (Je vis pour elle) (duo avec Andrea Bocelli,)        | Gatto Panceri                 | Mauro Mengali, Valerio Zelli            | 4:23  |
| 4.  | Une voix dans la nuit (On the radio)                              | Michel Gatignol               | Richard Lable                           | 4:22  |
| 5.  | Je vous aime adieu                                                | Hélène Ségara, Christian Vié  | Thierry Geoffroy, Christian Loigerot    | 3:55  |
| 6.  | Auprès de ceux que j'aimais                                       | Jean-Pierre Lang              | Thierry Geoffroy, Christian Loigerot    | 3:07  |
| 7.  | Les larmes                                                        | Mathieu Valmur                | Thierry Geoffroy, Christian Loigerot    | 4:11  |
| 8.  | Cœur de verre                                                     | Hélène Ségara, Mathieu Valmur | Thierry Geoffroy, Christian Loigerot    | 3:27  |
| 9.  | Loin du froid de décembre (Titre original : Once Upon A December) | Lynn Ahrens                   | Stephen Flaherty                        | 3:27  |
| 10. | Voyage dans l'éternité                                            | Phil Barney, Hélène Ségara    | Phil Barney                             | 3:48  |
| 11. | Faut rester ensemble                                              | Mathieu Valmur                | Thierry Geoffroy, Christian Loigerot    | 3:51  |
| 12. | Pour quelques mots                                                | Hélène Ségara                 | Nathan Godsend, Marc Nacash, Nick Hardt | 3:35  |
| 13. | Des jours et des nuits                                            | Hélène Ségara, Mathieu Valmur | Thierry Geoffroy, Christian Loigerot    | 3:55  |
| 14. | J'ai tendance à rêver                                             | Mathieu Valmur                | Thierry Geoffroy, Christian Loigerot    | 4:11  |
| 15. | Oublie-moi                                                        | Hélène Ségara, Mathieu Valmur | Thierry Geoffroy, Christian Loigerot    | 3:52  |
| 16. | Les mots, les gestes                                              | Éric Aerts                    | Richard Lable                           | 4:14  |

## Sources et références
- (fr) Site officiel d'Hélène Ségara

1. ↑  « Certification par la SNEP des albums disque d'or en 1998 », sur disqueenfrance.com (consulté le 24 juillet 2012).
2. ↑  Adaptation en français : Michel Jourdan
3. ↑  Andrea Bocelli apparaît avec l'autorisation de Polydor.
4. ↑  Adaptation en français : Elisabeth Gruninger & Philippe Videcoq